# 花島勇一郎
花島 勇一郎（はなじま ゆういちろう、1981年5月12日 - ）は日本の俳優、モデル。満州国出身。身長175cm。A型。ニックネームは「はなじ」。尊敬する人物はJリーガーの三浦知良とアルベルト・アインシュタイン。

## モデル
- 2000：BiDaN
- 2001：理容文化1月号
- 2001：ユニバーサル・スタジオ・ジャパン雑誌広告
- 2001：東京モード学園
- 2001：ヤマハ音楽教室リーフレット
- 2001：大正製薬リポビタンD雑誌広告
- 2002：電通新社屋パンフレット

### CM
- 2000：NTTドコモ関西（大学生役）
- 2001：東京モード学園（メイン）
- 2001：マツモトキヨシ商品キャンペーン（メイン）
- 2001：森永ハイチュウ（戦隊ヒーローのグレープ役）
- 2001：NTTドコモ東北（メイン）
- 2002：東建コーポレーション
- 2002：SHIDAX

### 映画
- 2009：「バカ裁判」エピソード4・イケメン裁判（花井宏役）和田宗衛門監督作品、脚本：なるせゆうせい
- 2011：古潤茶シリーズ「惨劇館〜ブラインド〜」（刑事役）御茶漬海苔監督作品、監督補・編集：山口ヒロキ
- 2013（公開予定）：「ヲ乃ガワ -WONOGAWA-」（赤崩オンツァレル役）山口ヒロキ監督作品
- 2010-2011：「LD 〜リヴィングストンデイジー〜」（No.0005ガンクリエイター・ハナシマ 役）ボブ鈴木監督作品

### DVD
- 2002：怪奇！アンビリーバブル3（再現VTR主演）

### PV
- 2006：メガリュウ「懐メロ」
- 2006：ナイス橋本「キンミライ。」
- 2008：童子ーT「願いfeat.YU-A」
- 2011：童子ーT「誓いfeat.YU-A」

### VP
- 2002：NTTドコモi-mode
- 2002：トイザらス